# Russell 4
Komet Russell 4 (uradno ime je 94P/Russell, tudi 94P/Russell 4), je periodični komet z obhodno dobo okoli 6,6 let.
 Pripada Enckejevemu tipu kometov .

## Odkritje
Komet je odkril Kenneth S. Russell 7. marca 1984 s pomočjo Schmidtovega teleskopa na Observatoriju Siding Spring v Avstraliji.